# Owen Smith
Owen Smith, född 2 maj 1970 i Morecambe, Lancashire, är en brittisk politiker inom Labour. Han var ledamot av underhuset för valkretsen Pontypridd i södra Wales från 2010 till 2019. Han var partiledarkandidat 2016 men förlorade mot Jeremy Corbyn.
Smith studerade historia och franska vid University of Sussex. Innan han var parlamentsledamot arbetade Smith som radio- och TV-producent för BBC, som rådgivare till Walesministern Paul Murphy, och som lobbyist för Pfizer.
Som parlamentsledamot var Smith skuggminister för Wales i Ed Milibands skuggregering från 2012 till 2015 och skuggarbets- och pensionsminister i Jeremy Corbyns skuggregering 2015 till 2016. Smith var en av många som lämnade skuggregeringen i juni 2016 i protest mot Corbyns ledarskap och framför allt hans hantering av folkomröstningen om brexit. Efter att partigruppen hade genomfört en misstroendeomröstning mot Corbyn var Smith motkandidat mot Corbyn som partiledare. En medlemsomröstning i augusti-september 2016 resulterade i att Corbyn omvaldes med 61,8 procent av rösterna, mot 38,2 procent för Smith.
Efter parlamentsvalet 2017 återkom Smith i Corbyn skuggregering som skuggminister för Nordirland. Han avskedades från denna post i mars 2018 efter att ha krävt en folkomröstning om det slutliga brexitavtalet, vilket vid denna tid inte var en officiell Labourståndpunkt.
Smith valde att inte ställa upp i parlamentsvalet 2019.